# Dave Tough

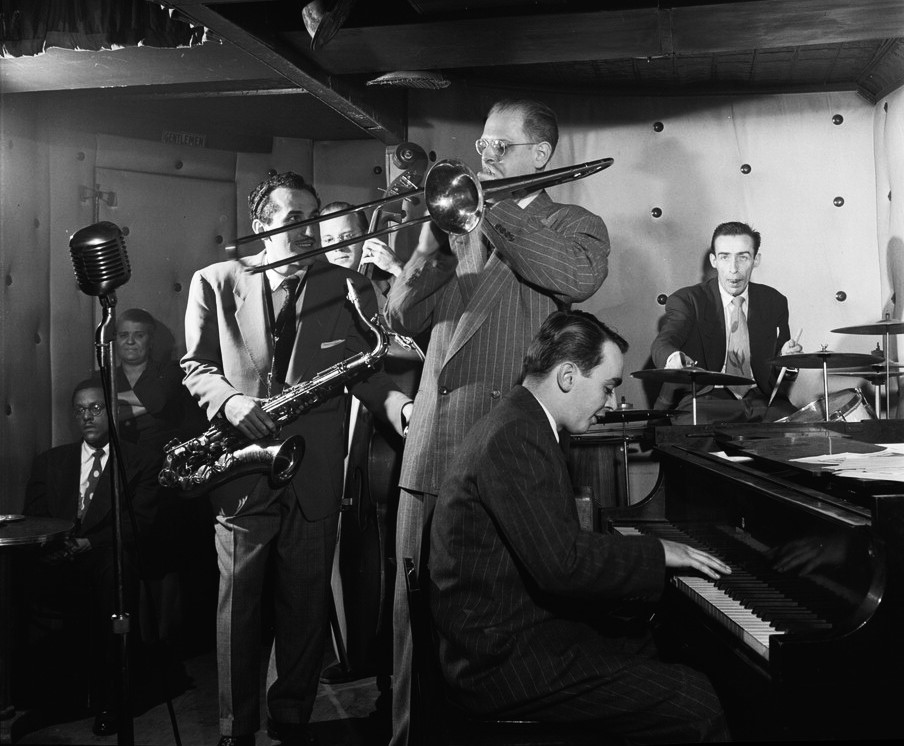
Dave Tough w nowojorskim klubie Three Deuces, 1947 – od lewej: Charlie Ventura - saksofon, nieznany kontrabasista, Bill Harris – puzon, Ralph Burns – fortepian i Dave Tough

David Jarvis Tough (ur. 26 kwietnia 1907 w Oak Park, zm. 9 grudnia 1948 w Newark) – amerykański perkusista jazzowy.

Joachim-Ernst Berendt: Dave Tough był najważniejszym perkusistą z kręgu chicagowskiego.

## Życiorys
Jego rodzicami byli Szkoci z Aberdeen. Ojciec, James, pracował jako kasjer w banku swojego brata, George’a, oraz zajmował się spekulacyjną sprzedażą nieruchomości. Matka, Hannah z d. Fullerton, prowadziła dom. W 1916 zmarła przedwcześnie na udar mózgu. Miał troje rodzeństwa: braci – George’a i Jamesa, oraz siostrę – Agnes. Był z nich najmłodszy. Po śmierci matki dziećmi i domem zajęła się jej siostra, która następnie wyszła za mąż za wdowca. Naukę zaczął w Abraham Lincoln Elementary, szkole podstawowej w graniczącej z Chicago miejscowości Oak Park. W wieku siedmiu lat zaczął pobierać lekcje gry na fortepianie, ale ostatecznie po roku wybrał perkusję. Później uczęszczał do tamtejszej szkoły średniej. Miał drobną posturę. Był jednak bardzo oczytany i dysponował dużą wiedzą. Interesował się także malarstwem. Przyjaźnił się z Budem Freemanem, klarnecistą grupy The Austin High School Gang, założonej w szkole średniej z Austin, sąsiedniej dzielnicy, należącej do Chicago. Freeman zaprosił go do zespołu, który wówczas zmienił nazwę na The Blue Friars. Grywali do tańca na miejscowych imprezach (również na świeżym powietrzu) oraz w lokalach poza miastem.
W 1925 rozpoczął karierę zawodowego muzyka. Pracował m.in. z pianistą Jackiem Gardnerem, saksofonistą Artem Kasselem i sezonową orkiestrą Husk O'Hare’s Wolverines. 27 maja 1927 poślubił koleżankę z szkoły średniej – Dorothy Phillips (po burzliwym związku rozwiedli się w 1936) i wkrótce potem wyjechał do Europy. Spędził tam dwa lata. Grał m.in. w orkiestrze George’a Carharta, która była jednym z pierwszych zespołów amerykańskich, które przywiozły swing na Stary Kontynent. Po powrocie w 1929 do kraju występował w kwartecie „Króla Swingu” Benny'ego Godmana i zespole kornecisty Reda Nicholsa. Koncerty te bywały rejestrowane, również przez dokumentalistów filmowych. Sporadycznie brał także udział w nagraniach studyjnych.
Od urodzenia cierpiał na epilepsję. Prawdopodobnie wskutek choroby wcześnie popadł w alkoholizm. W latach 20. i 30. epilepsja nie była ani w pełni rozpoznana, ani rozumiana – powiedział wiele lat później bandlider Woody Herman. Często schorzenie to uznawano za upośledzenie umysłowe. Jako środek pomocny w ograniczeniu ataków epileptycznych zalecano alkohol. Tough więc pił... W 1932 ze względu na chorobę musiał przerwać karierę. Do pracy powrócił w 1935. Grał przeważnie z big-bandami: Raya Noble’a, Tommy’ego Dorseya, Reda Norvo, Bunny’ego Berigana oraz Goodmana. Uczestniczył także w tournées zespołów dixielandowych, prowadzonych przez znanych muzyków, takich jak puzonista Jack Teagarden, klarneciści Mezz Mezzrow i Joe Marsala, gitarzysta Eddie Condon, oraz jego przyjaciel – Bud Freeman.
Regularną pracę przerywały jednak choroba i alkohol, ale zawsze powracał do grania. Po krótkotrwałych angażach w big-bandach Charliego Spivaka, Claude’a Thornhilla, Artiego Shawa i Woody’ego Hermana w 1942 rozpoczął służbę w U.S. Navy. Grał wtedy w orkiestrze wojskowej, którą kierował Artie Shaw. Z uwagi na komplikacje zdrowotne w niedługim czasie został zwolniony ze służby. Po wyjściu z wojska powrócił w 1945 do big-bandu Hermana (The First Herd) i stał się perkusistą wzorcowym. Nigdy jednak nie lubił i prawie nie grywał partii solowych. Był jednym z niewielu muzyków dixielandowych, którzy doskonale radzili sobie również z bebopem, za którym jednak nie przepadał. Później pracował w zespołach m.in. Eddiego Condona, skrzypka Jerry’ego Graya, kornecisty Muggsy’ego Spaniera i puzonisty Willa Bradleya. Uczestniczył także w koncertach  Jazz at the Philharmonic. W środowisku jazzowym uchodził zarówno za wybitnego perkusistę, jak intelektualistę, zwłaszcza że niekiedy wspominał o swoich planach pisarskich.
Niestety choroba i nałóg alkoholowy oraz rozczarowanie zmianami zachodzącymi w jazzie bardzo źle wpływały na stan jego zdrowia fizycznego i psychicznego. Zniweczyły jego wszystkie zamierzenia. Wracając wieczorem do domu w Newark, upadł na ulicy. Uderzył głową w chodnik z tak dużą siłą, że doszło do pęknięcia czaszki i 9 grudnia 1948 zmarł w wyniku doznanych obrażeń. Przez trzy dni jego ciało leżało nierozpoznane w kostnicy. Został pochowany na cmentarzu Forest Home w miejscowości Forest Park na przedmieściach Chicago.

## Film
W 1959 jego postać pojawiła się w hollywoodzkim filmie biograficznym The Five Pennies w reżyserii Melville’a Shavelsona, poświęconym Redowi Nicholsowi. Rolę Dave’a Tougha zagrał perkusista Shelly Manne.

## Wybrana dyskografia
- 1946
  - You Were Meant for Me/East of the Sun (Jamboree) – 78 RPM
  - Love Walked In/When You’re Smiling (Jamboree) – 78 RPM
  - Danny Hurd and His Orchestra with Dave Tough – You Stepped out of a Dream/Dreamy Afternoon (Keynote Recordings) – 78 RPM

Zestawienie wg dat wydania płyt

## Upamiętnienie
W 2000 został pośmiertne wprowadzony do Panteonu Sław Big-bandów i Jazzu (The Big Band and Jazz Hall of Fame). W tym samym roku ukazał się poświęcony mu album Eddie Metz and His Gang – Tough Assignment – A Tribute to Davie Tough, nagrany przez amerykańskiego perkusistę Eddiego Metza.